# Zone d'administration locale de Nouvelle-Galles du Sud

Carte des zones d'administration locale de Nouvelle-Galles du Sud.

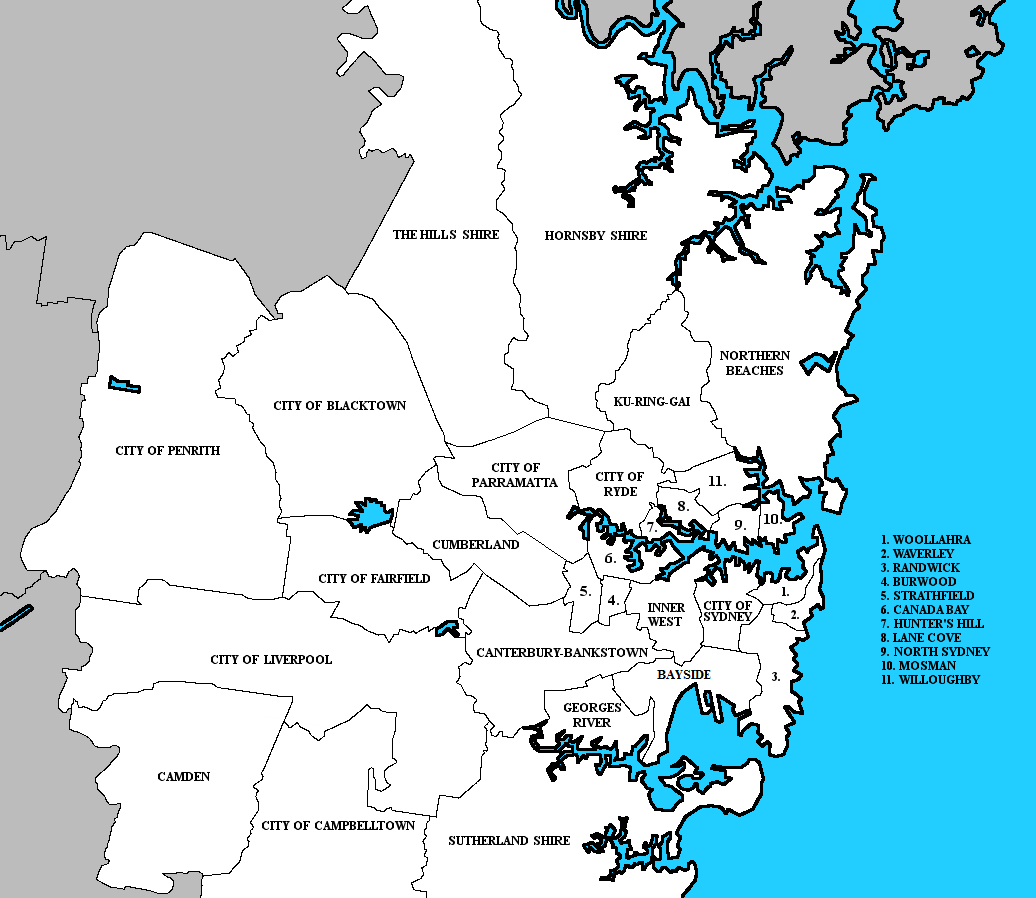
Zones d'administration locale de Sydney

Les zones d'administration locale de Nouvelle-Galles du Sud en Australie sont au nombre de 128 en janvier 2022.

## Description
Il y a quatre types de zones d'administration locale en Nouvelle-Galles du Sud. Ce sont :
1. les villes (en anglais : cities) (généralement pour les zones urbaines et suburbaines des grandes villes) ;
2. les municipalités (en anglais : municipalities) (généralement en périphérie des cités de l'intérieur du pays et les gros bourgs jusqu'à environ 20 000 habitants) ;
3. les comtés (en anglais : shires) (généralement dans les zones rurales) et ;
4. les conseils (en anglais : councils) (nouvelles zones d'administration locale résultant de la fusion de plusieurs comtés et couvrant donc une plus vaste surface que les autres et ayant généralement un village comme centre administratif.

Il n'y a pas de différence légale entre ces types de zones et l'origine du nom de ville, municipalité, comté est antérieure à la loi (Local Government Act 1993) qui les régit. De nombreuses zones ont choisi de ne plus utiliser la classification ancienne et se définissent simplement comme des « Conseils » (en anglais : councils) de sorte qu'en anglais australien le mot council désigne :
- soit une juridiction géographique d'un gouvernement local comme le Conseil de Boroowa (Booroowa Council), le Conseil de Burwood (Burwood Council),
- soit l'ensemble des personnes élues pour gérer les affaires locales.

En novembre 2005, il y avait 152 zones d'administration locale en Nouvelle-Galles du Sud auxquelles il fallait ajouter la Région hors-zone du Far West qui n'a pas d'administration locale et qui occupe la plus grande partie du Far West australien ainsi que l'île Lord Howe qui n'a pas le même type d'administration locale que les autres zones de l'État.

## Les zones d'administration locales en dehors de Sydney
Le découpage qui est fait ci-dessous en région n'a pas d'existence légale. Il n'y a pas de région officielle au sens habituel du terme en Nouvelle-Galles du Sud. Chaque ministère (police, santé…) a son propre découpage. Celui qui est choisi ci-dessous est un découpage traditionnel géographique.  
| Région du Far West | | |  | Région Nord-Ouest | | |  | Région Nord | | |  | Région de Richmond-Tweed | | |  | Région de la Mid-North Coast | | |
| - Ville de Broken Hill - Comté du Darling Central - "Région hors-zone du Far West" (n'est pas une zone) | - Ville de Broken Hill - Comté du Darling Central - "Région hors-zone du Far West" (n'est pas une zone) | - Ville de Broken Hill - Comté du Darling Central - "Région hors-zone du Far West" (n'est pas une zone) |  | - Comté de Bogan - Comté de Bourke - Comté de Brewarrina - Comté de Cobar - Comté de Coonamble - Ville de Dubbo - Comté de Gilgandra - Comté de Narromine - Comté de Walgett - Comté de Warren - Comté de Warrumbungle - Conseil de Wellington                        | - Comté de Bogan - Comté de Bourke - Comté de Brewarrina - Comté de Cobar - Comté de Coonamble - Ville de Dubbo - Comté de Gilgandra - Comté de Narromine - Comté de Walgett - Comté de Warren - Comté de Warrumbungle - Conseil de Wellington                        | - Comté de Bogan - Comté de Bourke - Comté de Brewarrina - Comté de Cobar - Comté de Coonamble - Ville de Dubbo - Comté de Gilgandra - Comté de Narromine - Comté de Walgett - Comté de Warren - Comté de Warrumbungle - Conseil de Wellington                        |  | - Conseil d'Armidale Dumaresq - Conseil de Glen Innes Severn - Comté de Gunnedah - Comté de Guyra - Comté de Gwydir - Comté de Inverell - Comté de Liverpool Plains - Comté de Moree Plains - Comté de Narrabri - Conseil de la région de Tamworth - Comté de Tenterfield - Comté d'Uralla - Conseil de Walcha                    | - Conseil d'Armidale Dumaresq - Conseil de Glen Innes Severn - Comté de Gunnedah - Comté de Guyra - Comté de Gwydir - Comté de Inverell - Comté de Liverpool Plains - Comté de Moree Plains - Comté de Narrabri - Conseil de la région de Tamworth - Comté de Tenterfield - Comté d'Uralla - Conseil de Walcha                    | - Conseil d'Armidale Dumaresq - Conseil de Glen Innes Severn - Comté de Gunnedah - Comté de Guyra - Comté de Gwydir - Comté de Inverell - Comté de Liverpool Plains - Comté de Moree Plains - Comté de Narrabri - Conseil de la région de Tamworth - Comté de Tenterfield - Comté d'Uralla - Conseil de Walcha                    |  | - Comté de Ballina - Comté de Byron - Conseil de Kyogle - Ville de Lismore - Conseil de la vallée Richmond - Comté de Tweed | - Comté de Ballina - Comté de Byron - Conseil de Kyogle - Ville de Lismore - Conseil de la vallée Richmond - Comté de Tweed | - Comté de Ballina - Comté de Byron - Conseil de Kyogle - Ville de Lismore - Conseil de la vallée Richmond - Comté de Tweed |  | - Comté de Bellingen - Conseil de la vallée Clarence - Ville de Coffs Harbour - Ville de Grand Taree - Comté de Kempsey - Comté de Nambucca - Conseil de Port Macquarie-Hastings | - Comté de Bellingen - Conseil de la vallée Clarence - Ville de Coffs Harbour - Ville de Grand Taree - Comté de Kempsey - Comté de Nambucca - Conseil de Port Macquarie-Hastings | - Comté de Bellingen - Conseil de la vallée Clarence - Ville de Coffs Harbour - Ville de Grand Taree - Comté de Kempsey - Comté de Nambucca - Conseil de Port Macquarie-Hastings |
| Région du Centre-Ouest | | |  | | | |  | | | |  | | | |  | Région de Hunter | | |
| - Conseil de la région de Bathurst - Comté de Bland - Comté de Blayney - Comté de Cabonne - Comté de Cowra - Comté de Forbes - Comté de Lachlan - Ville de Lithgow - Conseil de la région du Centre-Ouest - Conseil d'Oberon - Ville d'Orange - Comté de Parkes - Comté de Weddin | - Conseil de la région de Bathurst - Comté de Bland - Comté de Blayney - Comté de Cabonne - Comté de Cowra - Comté de Forbes - Comté de Lachlan - Ville de Lithgow - Conseil de la région du Centre-Ouest - Conseil d'Oberon - Ville d'Orange - Comté de Parkes - Comté de Weddin | - Conseil de la région de Bathurst - Comté de Bland - Comté de Blayney - Comté de Cabonne - Comté de Cowra - Comté de Forbes - Comté de Lachlan - Ville de Lithgow - Conseil de la région du Centre-Ouest - Conseil d'Oberon - Ville d'Orange - Comté de Parkes - Comté de Weddin |  | - Ville de Cessnock - Comté de Dungog - Comté de Gloucester - Conseil des Grands Lacs - Ville de Lac Macquarie - Ville de Maitland - Comté de Muswellbrook - Ville de Newcastle - Conseil de Port Stephens - Comté de Singleton - Comté du Haut-Hunter                | - Ville de Cessnock - Comté de Dungog - Comté de Gloucester - Conseil des Grands Lacs - Ville de Lac Macquarie - Ville de Maitland - Comté de Muswellbrook - Ville de Newcastle - Conseil de Port Stephens - Comté de Singleton - Comté du Haut-Hunter                | - Ville de Cessnock - Comté de Dungog - Comté de Gloucester - Conseil des Grands Lacs - Ville de Lac Macquarie - Ville de Maitland - Comté de Muswellbrook - Ville de Newcastle - Conseil de Port Stephens - Comté de Singleton - Comté du Haut-Hunter                |  | | | |  | | | |  | | | |
| Région de Murray | | |  | Région de Murrumbidgee | | |  | Région Sud-Est | | |  | Illawarra | | |  | Environs de Sydney | | |
| - Ville d'Albury - Comté de Balranald - Comté de Berrigan - Comté de Conargo - Comté de Corowa - Conseil de Deniliquin - Comté de Grand Hume - Comté de Jerilderie - comté de Murray - Comté de Tumbarumba - Comté d'Urana - Comté de Wakool - Comté de Wentworth                 | - Ville d'Albury - Comté de Balranald - Comté de Berrigan - Comté de Conargo - Comté de Corowa - Conseil de Deniliquin - Comté de Grand Hume - Comté de Jerilderie - comté de Murray - Comté de Tumbarumba - Comté d'Urana - Comté de Wakool - Comté de Wentworth                 | - Ville d'Albury - Comté de Balranald - Comté de Berrigan - Comté de Conargo - Comté de Corowa - Conseil de Deniliquin - Comté de Grand Hume - Comté de Jerilderie - comté de Murray - Comté de Tumbarumba - Comté d'Urana - Comté de Wakool - Comté de Wentworth                 |  | - Comté de Carrathool - Comté de Coolamon - Comté de Cootamundra - Ville de Griffith - Comté de Gundagai - Comté de Hay - Comté de Junee - Comté de Leeton - Comté de Lockhart - Comté de Murrumbidgee - Comté de Narrandera - Comté de Temora - Ville de Wagga Wagga | - Comté de Carrathool - Comté de Coolamon - Comté de Cootamundra - Ville de Griffith - Comté de Gundagai - Comté de Hay - Comté de Junee - Comté de Leeton - Comté de Lockhart - Comté de Murrumbidgee - Comté de Narrandera - Comté de Temora - Ville de Wagga Wagga | - Comté de Carrathool - Comté de Coolamon - Comté de Cootamundra - Ville de Griffith - Comté de Gundagai - Comté de Hay - Comté de Junee - Comté de Leeton - Comté de Lockhart - Comté de Murrumbidgee - Comté de Narrandera - Comté de Temora - Ville de Wagga Wagga |  | - Comté de la vallée Bega - Conseil de Bombala - Conseil de Boorowa - Comté de Cooma-Monaro - Comté d'Eurobodalla - Conseil de Goulburn Mulwaree - Comté de Harden - Conseil de Palerang - Ville de Queanbeyan - Comté de la Snowy River - Comté de Tumut - Comté du Haut Lachlan - Conseil de la vallée de Yass - Comté de Young | - Comté de la vallée Bega - Conseil de Bombala - Conseil de Boorowa - Comté de Cooma-Monaro - Comté d'Eurobodalla - Conseil de Goulburn Mulwaree - Comté de Harden - Conseil de Palerang - Ville de Queanbeyan - Comté de la Snowy River - Comté de Tumut - Comté du Haut Lachlan - Conseil de la vallée de Yass - Comté de Young | - Comté de la vallée Bega - Conseil de Bombala - Conseil de Boorowa - Comté de Cooma-Monaro - Comté d'Eurobodalla - Conseil de Goulburn Mulwaree - Comté de Harden - Conseil de Palerang - Ville de Queanbeyan - Comté de la Snowy River - Comté de Tumut - Comté du Haut Lachlan - Conseil de la vallée de Yass - Comté de Young |  | - Municipalité de Kiama - Ville de Shellharbour - Ville de Shoalhaven - Comté de Wingecarribee - Ville de Wollongong        | - Municipalité de Kiama - Ville de Shellharbour - Ville de Shoalhaven - Comté de Wingecarribee - Ville de Wollongong        | - Municipalité de Kiama - Ville de Shellharbour - Ville de Shoalhaven - Comté de Wingecarribee - Ville de Wollongong        |  | - Ville de Blue Mountains - Ville de Gosford - Ville de Hawkesbury - Comté de Wollondilly - Comté de Wyong                                                                       | - Ville de Blue Mountains - Ville de Gosford - Ville de Hawkesbury - Comté de Wollondilly - Comté de Wyong                                                                       | - Ville de Blue Mountains - Ville de Gosford - Ville de Hawkesbury - Comté de Wollondilly - Comté de Wyong                                                                       |

## Agglomération de Sydney
| Centre-Ville | | |  | Les 38 zones de l'agglomération de Sydney | | Grande Banlieue | |  |
| - Ville de Sydney - Municipalité d'Ashfield - Ville de Botany Bay - Conseil de Burwood - Ville de Canada Bay - Ville de Canterbury - Municipalité de Hunter's Hill - Ville de Hurstville - Municipalité de Kogarah - Municipalité de Lane Cove - Municipalité de Leichhardt - Conseil de Manly - Conseil de Marrickville - Municipalité de Mosman - Conseil de Sydney-Nord - Ville de Randwick - Ville de Rockdale - Municipalité de Strathfield - Comté de Sutherland - Conseil de Waverley - Ville de Willoughby - Municipalité de Woollahra | - Ville de Sydney - Municipalité d'Ashfield - Ville de Botany Bay - Conseil de Burwood - Ville de Canada Bay - Ville de Canterbury - Municipalité de Hunter's Hill - Ville de Hurstville - Municipalité de Kogarah - Municipalité de Lane Cove - Municipalité de Leichhardt - Conseil de Manly - Conseil de Marrickville - Municipalité de Mosman - Conseil de Sydney-Nord - Ville de Randwick - Ville de Rockdale - Municipalité de Strathfield - Comté de Sutherland - Conseil de Waverley - Ville de Willoughby - Municipalité de Woollahra | - Ville de Sydney - Municipalité d'Ashfield - Ville de Botany Bay - Conseil de Burwood - Ville de Canada Bay - Ville de Canterbury - Municipalité de Hunter's Hill - Ville de Hurstville - Municipalité de Kogarah - Municipalité de Lane Cove - Municipalité de Leichhardt - Conseil de Manly - Conseil de Marrickville - Municipalité de Mosman - Conseil de Sydney-Nord - Ville de Randwick - Ville de Rockdale - Municipalité de Strathfield - Comté de Sutherland - Conseil de Waverley - Ville de Willoughby - Municipalité de Woollahra |  | Les 38 zones de l'agglomération de Sydney | - Conseil d'Auburn - Ville de Bankstown - Comté de Baulkham Hills - Ville de Blacktown - Conseil de Camden - Ville de Campbelltown - Ville de Fairfield - Ville de Holroyd - Comté de Hornsby - Conseil de Ku-ring-gai - Ville de Liverpool - Ville de Parramatta - Ville de Penrith - Conseil de Pittwater - Ville de Ryde - Conseil de Warringah | - Conseil d'Auburn - Ville de Bankstown - Comté de Baulkham Hills - Ville de Blacktown - Conseil de Camden - Ville de Campbelltown - Ville de Fairfield - Ville de Holroyd - Comté de Hornsby - Conseil de Ku-ring-gai - Ville de Liverpool - Ville de Parramatta - Ville de Penrith - Conseil de Pittwater - Ville de Ryde - Conseil de Warringah | - Conseil d'Auburn - Ville de Bankstown - Comté de Baulkham Hills - Ville de Blacktown - Conseil de Camden - Ville de Campbelltown - Ville de Fairfield - Ville de Holroyd - Comté de Hornsby - Conseil de Ku-ring-gai - Ville de Liverpool - Ville de Parramatta - Ville de Penrith - Conseil de Pittwater - Ville de Ryde - Conseil de Warringah |  |